# Rosyjski Wojenno-Rewolucyjny Komitet w Warszawie
Rosyjski Wojenno-Rewolucyjny Komitet w Warszawie – organizacja spiskowa działająca w Warszawie przed wybuchem powstania styczniowego.
W jej skład wschodzili w większości Polacy, służący w armii Imperium Rosyjskiego. Członkami byli m.in. Jarosław Dąbrowski, Michał Heydenreich, Ludwik Zwierzdowski, Andrij Potebnia i Ferdynand Warawski.